# Émergentisme
L'émergentisme est la croyance en l'émergence, particulièrement en ce qui concerne la conscience et la philosophie de l'esprit. Une propriété d’un système est dite émergente si elle est le résultat nouveau issu d'autres propriétés du système de nature différente et de leur interaction. En philosophie des sciences, l'émergentisme est analysé à la fois en contraste et en comparaison au réductionnisme,.

## Formes
L'émergence peut être compatible avec le physicalisme, la théorie selon laquelle l'univers est composé exclusivement d'entités physiques, et en particulier avec l'idée que les états mentaux sont liés à l'état physique du cerveau.
Certaines variantes d'émergentisme ne concernent pas spécifiquement le problème corps-esprit mais constituent une théorie de la nature de l'univers comparable au panthéisme. Ils suggèrent une vision hiérarchique ou en couches de l'ensemble de la nature, avec des couches disposées en termes de complexité croissante.

## Relation avec le vitalisme
Emmeche et ses associés ont déclaré que « il existe une différence très importante entre les vitalistes et les émergentistes : les forces créatrices des vitalistes n'étaient pertinentes que dans les substances organiques, pas dans la matière inorganique. L'émergence est donc la création de nouvelles propriétés quelle que soit la substance impliquée. » « L'hypothèse d'une vitalis extra-physique (force vitale, entéléchie, élan vital, etc.), telle qu'elle est formulée dans la plupart des formes (anciennes ou nouvelles) du vitalisme, est généralement dépourvue de véritable pouvoir explicatif. Elle a trop souvent servi de tranquillisant intellectuel ou de sédatif verbal — étouffant l'investigation scientifique plutôt que l'encourageant à avancer dans de nouvelles directions. »

## Critiques
Abordant l'émergence (sous l'angle d'un physicalisme non-réducteur) comme solution au problème corps-esprit, Jaegwon Kim a soulevé une objection basée sur la fermeture causale et la surdétermination.
L'émergentisme s'efforce d'être compatible avec le physicalisme, et le physicalisme, selon Kim, a un principe de fermeture causale selon lequel chaque événement physique est pleinement déterminé en termes de causes physiques. Cela semble ne laisser aucune place pour une causalité mentale qui ne serait pas physique. Si nos mouvements corporels étaient provoqués non seulement par l’état précédent de notre corps, mais aussi par nos décisions et intentions, ils seraient surdéterminés. La causalité mentale dans ce sens n'est pas la même chose que le libre arbitre, mais consiste simplement à affirmer que les états mentaux sont causalement pertinents. Si les émergentistes réagissent en abandonnant l’idée de causalité mentale, leur position devient une forme d’épiphénoménisme. S'ils tiennent à la causalité mentale, alors selon lui les seules alternatives compatibles avec la causalité mentale sont le dualisme (où les événements mentaux sont indépendants des événements physiques) et l'éliminativisme (où les événements mentaux n'existent pas).